# Edoardo Mapelli Mozzi
Pour les articles homonymes, voir Mozzi.
Le comte Edoardo Alessandro Mapelli Mozzi plus connu Edo Mapelli-Mozzi, né à Londres le 19 novembre 1983, est entrepreneur immobilier anglo-italien, fondateur et directeur-général chez « Banda ».
D'ascendance de la noblesse italienne, il épouse en 2020 la princesse Beatrice, petite-fille de la reine Élisabeth II.

## Biographie

### Origines familiales
Né en 1983 au Portland Hospital de Londres, il est le fils unique du comte Alessandro Mapelli Mozzi et d'ex femme Nikki Williams-Ellis (née Burrows), mariée en secondes noces avec Christopher Shale, le confident de David Cameron.
Son père passe sa jeunesse en Lombardie au siège ancestral de Villa Mapelli Mozzi en présence de sa grand-mère María Mercedes née Baroli (1891–1979) ainsi qu'en Provence. Ancien sportif qui représente la Grande-Bretagne aux jeux Olympiques d'hiver de 1972 en ski alpin, divorcé trois fois, le comte Alessandro Mapelli Mozzi habite de nos jours à Saint-Antonin-du-Var en Provence.
Le roi Victor-Emmanuel III a élevé à la noblesse héréditaire son arrière-grand-père, le Dr Paolo Mapelli Mozzi (1854–1921), en tant que comte Mapelli au royaume d'Italie, créé en 1913 avec mandat pour tous les descendants mâles d'hériter, renommé depuis 1935 en comte Mapelli Mozzi.
L'ancien titre comtal, dont la plupart de la noblesse en Europe sans statut officiel, d'après la BBC peut encore être utilisé par courtoisie sociale.

### Carrière
Il fréquente le Radley College dans l'Oxfordshire, avant de poursuivre ses études à l'université d'Édimbourg en politique (nommé M.A.).
À l'âge de 23 ans, grâce à sa famille, Mapelli-Mozzi établit « Banda », entreprise de promotion immobilière et décoration d'intérieur pour développer des logements dans des quartiers « sous-évalués » à Londres. 
Cela a été contestée par les experts immobiliers sur Twitter et Forbes, qui affirment "qu'il n'y a rien de sous-évalué à Notting Hill", où se trouve le dernier projet de Mapelli Mozzi, et décrivent le quartier comme "une destination résidentielle de premier ordre".
Mapelli-Mozzi occupe de nombreux mandats d'administrateur, dont certains avec sa mère, Nikki Williams-Ellis, et beau-frère, Tod Yeomans. 
Critique des politiciens, y compris Jeremy Corbyn et dame Andrea Leadsom, il écrit en 2016 un article pour Property Week exhortant le futur maire à faire avancer le réaménagement du centre de Londres.

### Cricket Builds Hope

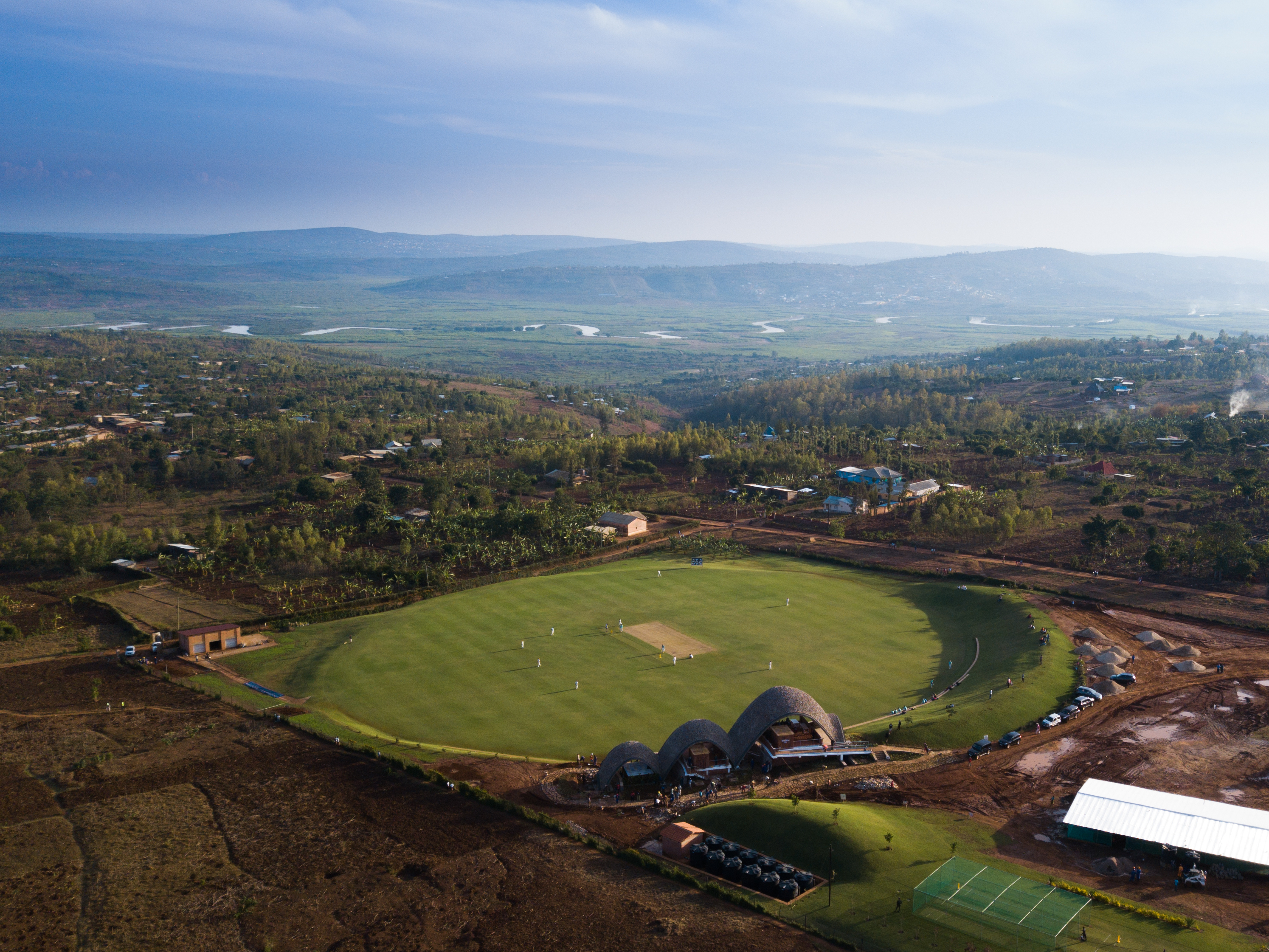
Stade de cricket du Rwanda

Mapelli-Mozzi et son demi-frère, Alby Shale, cofondaient l'association caritative anglo-rwandaise « Cricket Builds Hope », dont mécènes Jonathan Agnew, Brian Lara et Makhaya Ntini parmi d'autres joueurs internationaux y compris Heather Knight et Ebony Rainford-Brent.
Anciennement dite « Rwanda Cricket Stadium Foundation (RCSF) », l'association caritative est fondée en 2011 pour construire le premier terrain de cricket en gazon au Rwanda, désormais connu sous le nom de « Gahanga International Cricket Stadium ».
En 2012, Mapelli-Mozzi parcourt 100 km à vélo de nuit à Londres dans le cadre du « Nightrider Challenge », afin de collecter des fonds pour la fondation caritative.

### Vie privée
De 2015 à 2018 habitant aux États-Unis chez ex fiancée, l'architecte Dara Huang, dont Christopher Woolf « Wolfie » Mapelli-Mozzi (né 2016), à partir de 2018, le comte Edo Mapelli-Mozzi entame une relation avec la princesse Beatrice d'York, petite-fille de la reine Élisabeth II. 
Après d'annoncer ses fiançailles le 26 septembre 2019, le mariage prévu pour le 29 mai 2020, est reporté en raison de la pandémie de COVID-19. Le service nuptial a finalement eu lieu dans la chapelle royale de Tous-les-Saints au Royal Lodge de Windsor, dans la stricte intimité, en présence de la reine Élisabeth II et du prince Philip, duc d'Édimbourg, le 17 juillet 2020.
Le comte et la princesse ont deux filles, nées à Londres :
- Sienna Elizabeth Mapelli-Mozzi[19], le 18 septembre 2021, dixième dans l'ordre de succession ;
- Athena Elizabeth Rose Mapelli-Mozzi[20], le 22 janvier 2025, onzième au trône britannique.